# 蠣崎富三郎
蠣崎 富三郎（かきざき とみさぶろう、1861年4月18日（文久元年3月9日） - 1924年（大正13年）8月30日）は、日本の陸軍軍人。最終階級は陸軍中将。

## 経歴
松前藩家老・名古屋裁判所判事、蠣崎多浪の三男として生まれる。陸軍士官学校幼年生徒、士官生徒を経て、1883年（明治16年）12月25日、陸士（旧6期）を卒業し歩兵少尉任官、歩兵第3連隊付となる。1886年（明治19年）1月、陸軍大学校に入学したが退校し、後に再入校して1891年（明治24年）12月、同校（7期）を優等で卒業した。参謀本部副官、陸大教官などを歴任し、日清戦争では第1軍参謀として出征した。1895年（明治28年）から1898年（明治31年）までフランスに留学し、1899年（明治32年）1月に帰国。その後、陸大教官、陸軍戸山学校教官などを歴任した。
日露戦争では、第1軍兵站監部参謀長として出征した。1905年（明治38年）3月、奉天会戦直前に陸軍大佐に進級し第10師団参謀長に発令され奉天会戦に参戦した。歩兵第48連隊長を経て、1909年（明治42年）8月、陸軍少将に進級し歩兵第28旅団長となり、歩兵第2旅団長を経て、1912年（大正元年）12月、ロシア大使館付武官となり、第一次世界大戦の情報収集に従事。1914年（大正3年）8月、陸軍中将となり第11師団長に就任。1917年（大正6年）8月に待命となり、翌年4月、予備役に編入された。

## 栄典
位階
- 1889年（明治22年）7月15日 - 従七位[7]
- 1893年（明治26年）12月27日 - 正七位[8]
- 1898年（明治31年）10月31日 - 従六位[9]
- 1903年（明治36年）10月10日 - 正六位[10]
- 1905年（明治38年）4月7日 - 従五位[11]
- 1909年（明治42年）10月20日 - 正五位[12]
- 1914年（大正3年）9月1日 - 従四位[13]
- 1916年（大正5年）9月20日 - 正四位[14]

勲章等
- 1889年（明治22年）11月29日 - 大日本帝国憲法発布記念章[15]
- 1895年（明治28年）
  - 10月31日 - 勲六等瑞宝章・功五級金鵄勲章[16]
  - 11月18日 - 明治二十七八年従軍記章[17]
- 1901年（明治34年）11月30日 - 勲五等瑞宝章[18]
- 1905年（明治38年）5月30日 - 勲四等瑞宝章[19]
- 1915年（大正4年）
  - 1月30日 - 勲二等瑞宝章[20]
  - 11月7日 - 大正三四年従軍記章[21]
  - 11月10日 - 大礼記念章（大正）[22]

## 親族
- 子息 蠣崎富雄（陸軍少佐）[1]
- 義父 坂田巌三（陸軍主計少将）[1]
- 義兄 坂田虎之助（陸軍大佐、坂田巌三の長男、1908年9月11日死去[23]）[1]
- 娘婿 安井藤治（陸軍中将）[1]